# Олол Динле

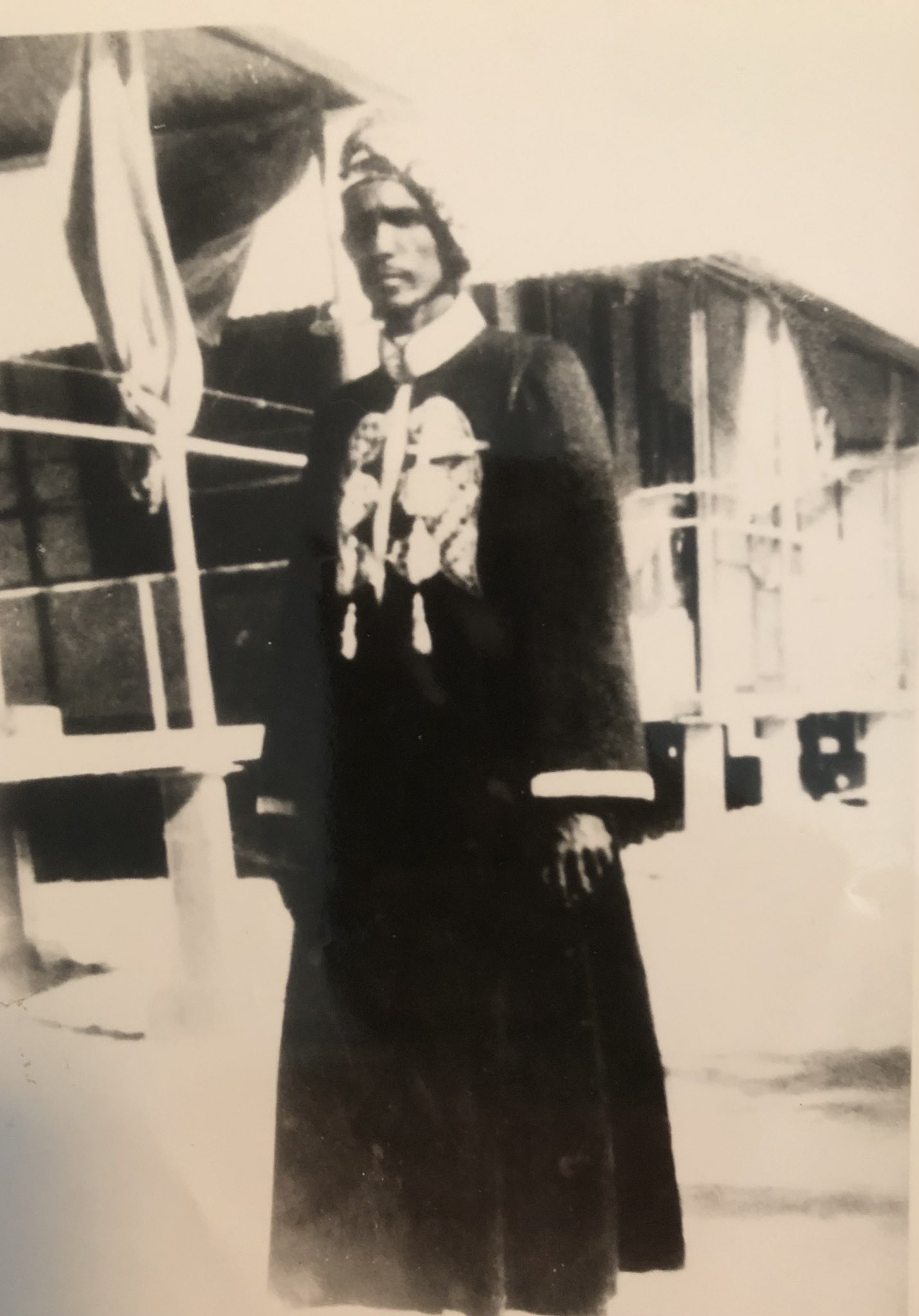
Олол Динле. 1938 год

Олол Динле (? — 1960-е гг. / 1978 г., Аддис-Абеба (?)) — огаденский султан-националист, происходивший из сомалийского клана аджуран и заседавший в Калафо, издревле представлявшем собой племенной центр. В 1920-х гг. успешно присягнул на верность Королевству Италия, в результате в первой половине 1930-х гг. был удостоен титула султана Шабелле.
Предположительно, был повешен в 1960-х гг. в Аддис-Абебе. Согласно устной истории, умер в 1978 году.